# Elena Fiore
Elena Fiore (* 26. Juli 1928 in Neapel; † 1. Februar 1983 ebenda) war eine italienische Schauspielerin.

## Wirken
Elena Fiore hatte ihr Filmdebüt 1972 in der Rolle der Amalia in Lina Wertmüllers Film Mimi, in seiner Ehre gekränkt. Unter der Regie von Lina Wertmüller drehte sie noch zwei weitere Filme, so spielte sie die Rolle der Donna Carmela in Liebe und Anarchie im Jahr 1973 und 1976 verkörperte sie die Concettina in Sieben Schönheiten. Weitere Filme folgten.

## Filmografie
- 1972: Mimi, in seiner Ehre gekränkt (Mimì metallurgico ferito nell'onore)
- 1973: Bella, ricca, lieve difetto fisico, cerca anima gemella
- 1973: Liebe und Anarchie (Film d’amore e d’anarchia – Ovvero “Stamattina alle 10 in via dei Fiori nella nota casa di tolleranza…”)
- 1973: Ein Pate kommt selten allein (L'altra faccia del padrino)
- 1974: I sette magnifici cornuti
- 1975: Sieben Schönheiten (Pasqualino Settebellezze)
- 1976: La prima notte di nozze
- 1979: Leichen muß man feiern, wie sie fallen (Giallo napoletano)
- 1981: Die tolldreisten Streiche des Marchese del Grillo (Il marchese del Grillo)